# Reinhold Ortner

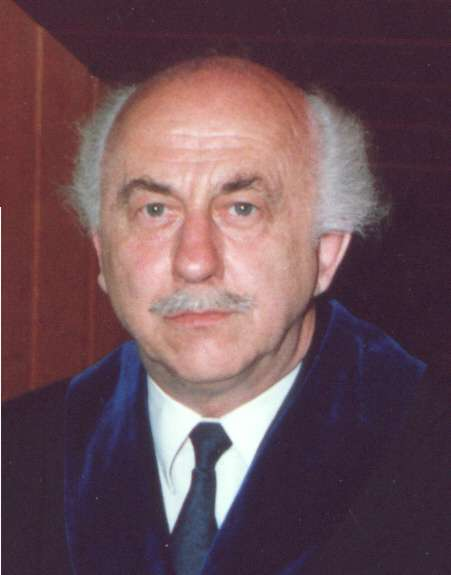
Reinhold Ortner (1989)

Reinhold Ortner (* 26. November 1930 in Georgenberg; † 11. März 2024 in Stegaurach) war ein deutscher Pädagoge und christlicher Autor. Von 1972 bis 1999 war er Lehrstuhlinhaber für Grundschulpädagogik und Grundschuldidaktik an der Universität Bamberg.

## Leben
Reinhold Ortner, Sohn des Lehrers und späteren Schulleiters an der Volksschule Michelfeld, Josef Ortner, studierte nach seinem Abitur 1950 am Bamberger Neuen Gymnasium für drei Semester an der Ludwig-Maximilians-Universität München die Fächer Philosophie, Pädagogik und Psychologie. Anschließend absolvierte er den viersemestrigen Lehrgang am Institut für Lehramt an Volksschulen in Amberg. 1954 legte er die Kirchenmusikprüfung und die erste Staatsprüfung für das Lehramt ab. Nach einem Jahr praktischer Tätigkeit im Schuldienst setzte er von 1955 bis 1958 seine Studien in Psychologie an der Julius-Maximilians-Universität Würzburg fort, wo er 1959 das Diplom in Psychologie erwarb. Es folgten die zweite Lehramtsprüfung und seit 1958 eine mehrjährige Tätigkeit als Volksschullehrer an verschiedenen Orten in Unterfranken und der Oberpfalz. 1964 wurde er mit einer Dissertation über die „Problematik der Motivation bei der Berufswahl 13-14jähriger“ an der Julius-Maximilians-Universität Würzburg zum Dr. phil. promoviert.
Nach zweijähriger Tätigkeit als Lehrer in Michelfeld wurde er als Wissenschaftlicher Assistent an der damaligen PH Bamberg eingestellt. Ab dem Jahr 1964 nahm er als selbständiger Fachvertreter und späterer Studiendirektor das Fach Grundschuldidaktik in Lehre und Forschung wahr. Es folgten Platzierungen in Berufungslisten anderer Bundesländer. 1972 erhielt er den Ruf auf den neugeschaffenen Lehrstuhl für Grundschuldidaktik an der Gesamthochschule Bamberg, heute Otto-Friedrich-Universität Bamberg, der 1983 in den Lehrstuhl für Grundschulpädagogik und Grundschuldidaktik umbenannt wurde. 1999 wurde er emeritiert.
Seit 2000 lehrte er an der privaten Hochschule Gustav-Siewerth-Akademie und war dort Dekan der Fakultät Philosophie, Philosophie der Naturwissenschaften, Soziologie und Journalistik.
Ortner war Vorsitzender der Hochschulkommission für Lehrerbildung und über acht Jahre Mitglied des Landesschulbeirates des Freistaates Bayern, ebenso Mitglied des Diözesanpastoralrats der Erzdiözese Bamberg. Er war 45 Jahre Redaktionsmitglied und Autor beim Messaggero di Sant’Antonio in Padua. Es heißt, er habe über 1000 Schriften veröffentlicht.
Reinhold Ortner war seit 1958 mit Arngard, geborene Glier, verheiratet; das Paar hatte fünf Kinder sowie mehrere Enkel und Urenkel.

## Schriften (Auswahl)
- Das Sprachlabor im Leseunterricht. Cornelsen-Velhagen & Klasing, Berlin 1971, ISBN 3-464-00620-4.
- Audiovisuelle Medien in der modernen Grundschule. Burgbücherei Wilhelm Schneider, Esslingen 1972, ISBN 3-87116-020-2.
- Lernbehinderungen und Lernstörungen bei Grundschulkindern. Ein Beitrag zur Psychohygiene der Primarstufe. Auer, Donauwörth 1977, ISBN 3-403-00726-X.
- Kind, Schule, Gesundheit. Was muß die Schule für die Gesundheit unserer Kinder tun? Auer, Donauwörth 1979, ISBN 3-403-00964-5.
- Kinder in psychischen Nöten. Steyler Verlag, Nettetal 1989, ISBN 3-8050-0228-9.
- Wege in die Selbstzerstörung. Abhängigkeiten und Gefahren der Sucht. Steyler, Nettetal 1990, ISBN 3-8050-0259-9.
- Die Finsternis trägt den Namen Luzifer. Christiana, Stein am Rhein 1999, ISBN 3-7171-1070-5.
- mit Werner G. Leitner und Alexandra Ortner: Handbuch Verhaltens- und Lernschwierigkeiten. 7. Auflage. Beltz, Weinheim, Basel 2008, ISBN 978-3-407-83161-3.
- Liebe schenken. Religiöse Erziehung in Theorie und Praxis. Illertissen: Verlag Media Maria, 2011 ISBN 978-3-9813003-7-6

## Belege
1. ↑  Pädagoge und Wissenschaftler Reinhold Ortner im Alter von 93 Jahren gestorben. Auf: onetz.de vom 26. März 2024.
2. ↑  Lebenslauf, in: Problematik der Motivation bei der Berufswahl 13-14jähriger, Inaugural-Dissertation zur Erlangung der Doktorwürde der Philosophischen Fakultät der Julius-Maximilians-Universität zu Würzburg, Würzburg 1964, S. 150
3. ↑  Zur Person, in: Ortner, Alexandra, Ortner, Ulrich (Hrsg.), Grundschulpädagogik. Wissenschaftsintegrierende Beiträge, Reinhold Ortner zum 60. Geburtstag, Ludwig Auer, Donauwörth 1990, S. 308
4. ↑  Lehrkörper der Gustav-Siewerth-Akademie. (Memento vom 15. September 2012 im Webarchiv archive.today) Gustav-Siewerth-Akademie, abgerufen am 22. Oktober 2010.
5. ↑  Schule, Kinder und Unterricht prägten das Leben von Professor Reinhold Ortner. Auf: Nürnberger Nachrichten vom 26. März 2024.

| Personendaten    | Personendaten                             |
| ---------------- | ----------------------------------------- |
| NAME             | Ortner, Reinhold                          |
| KURZBESCHREIBUNG | deutscher Pädagoge und christlicher Autor |
| GEBURTSDATUM     | 26. November 1930                         |
| GEBURTSORT       | Georgenberg                               |
| STERBEDATUM      | 11. März 2024                             |
| STERBEORT        | Stegaurach                                |